# Universitat Estatal de Bakú
La Universitat Estatal de Bakú (en àzeri, Bakı Dövlət Universiteti) és la principal universitat de l'Azerbaidjan, amb seu a la capital del país, Bakú.

## Història

Primer logo de la Universitat Estatal de Bakú, 1919.

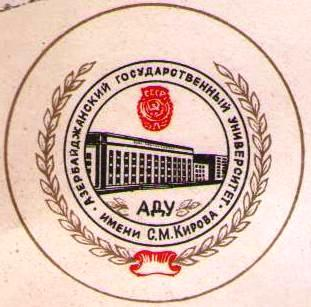
L'emblema de l'etapa soviètica.

La Universitat fou fundada el 1919 pel Parlament de la República Democràtica de l'Azerbaidjan amb les Facultats d'Història i Filologia, de Física i Matemàtiques, de Dret i de Medicina, i amb una matrícula inicial de 1.094 estudiants. El primer rector fou Vasili Razumovski, antic professor de Cirurgia de la Universitat Estatal de Kazan.
El 1922, després de la Revolució Russa, la Universitat fou denominada Universitat Estatal de l'Azerbaidjan. Des del 1923, tots els estudis es van haver de fer en rus.
El 1930, el govern ordenà la clausura de la Universitat per la reorganització de l'educació superior a la Unió Soviètica, i fou substituïda per l'Institut Pedagògic Superior. Ara bé, el 1934 fou restablerta. Durant la Segona Guerra Mundial va patir una gran escassesa de professors.
El 1961 va deixar de funcionar l'Editorial universitària, tot i que tornà a publicar a partir de la dècada de 1980.
En el seu quarantè aniversari, el 1969, la Universitat ja tenia tretze facultats, que actualment ja són setze.
El 1974 la Biblioteca de la Universitat fou reconeguda com a biblioteca científica. Els anys 1977-1978 s'estrenà el segon edifici de la Universitat. Els anys 1990, a causa de la independència de l'Azerbaidjan, s'interrompé la construcció del tercer edifici, que es reprendria el 2006. Finalment, el 2008 es pogué inaugurar per part del president de la República, Ilham Aliyev.

## Facultats i Instituts

### Facultats
1. Matemàtica Aplicada i Cibernètica Econòmica
2. Física
3. Mecànica i Matemàtiques
4. Química
5. Biologia
6. Geologia
7. Geografia
8. Història
9. Filologia
10. Teologia
11. Dret Internacional Públic i Relacions Internacionals
12. Periodisme
13. Dret
14. Estudis Orientals
15. Ciències Socials i Psicologia
16. Estudis de Biblioteconomia

### Instituts d'investigació
1. Institut d'Investigació Científica de Matemàtica Aplicada
2. Institut de Problemes de Física Teòrica

## Graduats famosos
- Heydar Aliyev
- Yusif Mammadaliyev
- Hasan Aliyev
- Bakhtiyar Vahabzadeh
- Mirdjalal Pashayev
- Ziya Bunyadov
- Aida Imanquliyeva
- Khudu Mammadov
- Bakir Chobanzadeh
- Murtuza Naghiyev
- Shafayat Mehdiyev
- Mirali Qashqai